# حزب العهد الوطني
حزب العهد الوطني أو حركة العهد الوطنيهو حزب سياسي قومي في سوريا. وهو جزء من الجبهة الوطنية التقدمية للأحزاب المؤيدة لتوجه حزب البعث الحاكم.
تم ترخيص الحزب بداية باسم الحزب العربي الاشتراكي عام 1951، وكان الناشط السياسي السوري أكرم الحوراني أميناً عاماً للحزب. كان الحزب من الأعضاء المؤسسين للجبهة الوطنية التقدمية في عام 1972. وفي عام 2004 غير الحزب اسمه إلى حزب العهد الوطني.
يؤمن الحزب بالقومية العربية، وهدفه تعزيز الوحدة الوطنية السورية والسلام الاجتماعي على أسس ديمقراطية تقوم على التعددية السياسية والاقتصادية والاجتماعية ومشاركة الجميع في صنع القرار.